# Брегвадзе, Нани Георгиевна
На́ни Гео́ргиевна Брегва́дзе (груз. ნანი გიორგის ასული ბრეგვაძე; род. 21 июля 1936, Тбилиси, Грузинская ССР, СССР) — советская и грузинская певица, пианистка, педагог, народная артистка СССР (1983).

## Биография
Нани Брегвадзе родилась 21 июля 1936 года (по другим источникам — в 1938 году) в Тбилиси. Имя Нани получила в честь героини фильма «Золотая долина».
У знаменитой певицы аристократические корни: «Мой дед, мамин отец, был из княжеского рода Микеладзе. Это была богатая семья. Судите сами — у моей мамы было шесть сестер и один брат, а ведь возможность содержать такие большие семьи была не у всех. Из рассказов бабушки я помню, что сама она воспитанием детей не занималась, у каждого ребенка была своя няня. Около Кутаиси до сих пор существует дедушкино поместье. Но мне досталась не только „голубая“ кровь, но и уникальные музыкальные способности. У нас все обладали прекрасными голосами».
В своё время тётя Нани Брегвадзе спела дуэтом со Сталиным. «Тогда ей было лет 17, и она впервые поехала в Москву на грузинскую Декаду культуры, — рассказывает певица. — На народном празднике присутствовал и Сталин. У него был очень хороший голос и слух. Он запел национальную песню, но в припеве замолчал. По „сценарию“ там шли слова „эх ты, мальчишка“, спеть которые никто не решился, а моя тётя спела. Все испугались, а он, наоборот, оценил её поступок. И даже наградил орденом».
Выросла в музыкальной семье. Одна из тёток прекрасно пела романсы. Маленькой девочкой, в возрасте шести лет, Нани уже пела под гитару «Калитку», «Не уезжай ты, мой голубчик», «Караван», другие старинные русские песни и романсы.
Окончила музыкальную школу, затем музыкальный техникум. С 1956 года — в самодеятельном эстрадном оркестре Грузинского политехнического института. В 1957 году стала лауреатом 6-го Всемирного фестиваля молодежи и студентов в Москве, исполнив песню Г. Бзванели на стихи И. Гришашвили «Потушила я свечу».
В 1957 году вместе с оркестром ГПИ Нани Брегвадзе выступила в Москве на сцене театра Советской Армии.
В 1963 году окончила Тбилисскую государственную консерваторию им. В. Сараджишвили по классу фортепиано Гаянэ Мачутадзе. Специального вокального образования не получила. Будучи ещё студенткой, начала петь в Тбилисском государственном эстрадном оркестре «Рэро» под управлением К. Певзнера Грузинской государственной филармонии (1959—1964).
В 1964 году гастролировала с Московским мюзик-холлом в Париже. Тогда впервые выступила во всемирно известном зале «Олимпия». После гастролей её пригласили в вокально-инструментальный ансамбль «Орэра», в котором она проработала солисткой 15 лет, побывав более чем в 80 странах.
В 1966 году к ансамблю присоединился Вахтанг Кикабидзе (ударные инструменты, вокал), который стал близким другом певицы.
С 1980 году, после распада первого состава «Орэра», началась сольная карьера Брегвадзе, и певица стала исполнять на сцене романсы. «В нашей Советской стране романс, к сожалению, долго считался пережитком „дворянской салонной сентиментальности“, — рассказывает артистка. — Моя мама мне даже как-то призналась, что очень боялась, не исчезнет ли этот жанр. Она и её сёстры первыми в Грузии занялись его возрождением. Пели прекрасно и обучали меня. Так что романсы я люблю с детства. Я упрямо включала их в свои выступления. И не потому, что была этаким диссидентом в музыке, а потому, что обожала этот жанр. Ведь романс — настоящий мини-спектакль, который надо не просто спеть, а каждый раз вдумчиво сыграть на сцене».
В 1980 в Москве в Театре эстрады Нани Брегвадзе впервые дала сольный концерт, к которому долго и ответственно готовилась. Этот концерт положил начало дуэту певицы и пианистки, нар. арт. Грузинской ССР Медеи Гонглиашвили (еще в студенческие времена обе иногда встречались в сборных концертах). Отныне певица выступает на эстраде только в этом дуэте. Его по праву можно считать театром Нани Брегвадзе — Гонглиашвили; свободно вторя певице, а иногда вдохновенно импровизируя проигрыши, пианистка становится соавтором, вдвоем они создают «звуковую живопись».
16 января 1981 года в Москве в Центральном концертном зале «Россия» состоялся сольный вечер народной артистки Грузинской ССР Нани Брегвадзе.
В 1981 году в фильме-концерте «Спасибо за нелётную погоду» исполнила песню «Снегопад».
Интересно, что сначала Нани не хотела исполнять знаменитую сейчас песню «Снегопад». «Я не знаю, как её надо петь», — сказала она композитору Алексею Экимяну, который настоятельно просил артистку записать эту песню. «Просто спойте по-брегвадзевски», — ответил ей автор. Вскоре «Снегопад» стал своеобразной визитной карточкой певицы. «Я никогда в жизни не исполняла эту песню под фонограмму, и каждый раз, когда я ее пою, делаю это по-новому, — говорит Брегвадзе. — Сейчас, в силу моего возраста, она мне более близка и понятна, чем тогда. В те годы я была слишком молодой для этой песни. Не знаю, в чем ее феномен, но народу она понравилась в моем исполнении, хотя аранжировка была довольно слабой. Даже Пугачева мне как-то сказала: „Что ты нашла в этой песне? Как смогла увидеть в ней свое?“»
В 1960-е годы была одной из первых певиц на советской эстраде, кто вернул слушателям русский и цыганский романс, возродила традиции Изабеллы Юрьевой, Тамары Церетели, Кето Джапаридзе.
Большинство исполненных песен и романсов вошли в записанные певицей грампластинки и миньоны: «Поет Нани Брегвадзе» (1971), «Ансамбль „Орэра“» (1973), «Романс, романс» (1995), «Концерт в Нью Йорке» (1997) и другие. В 2005—2006 годах записала диск с композициями, которые ранее не исполняла, в том числе на стихи Марины Цветаевой и Беллы Ахмадулиной. Подготовила цикл песен на стихи Вячеслава Малежика.
В конце 1990-х вошла в состав жюри Московского международного конкурса молодых исполнителей русского романса «Романсиада».
В 1997 году создала и возглавила компанию «Нани», целью которой является поддержка начинающих певцов в Грузии, а также организация выступлений в республике зарубежных исполнителей.
В 1997 году состоялся концерт в Нью-Йорке.

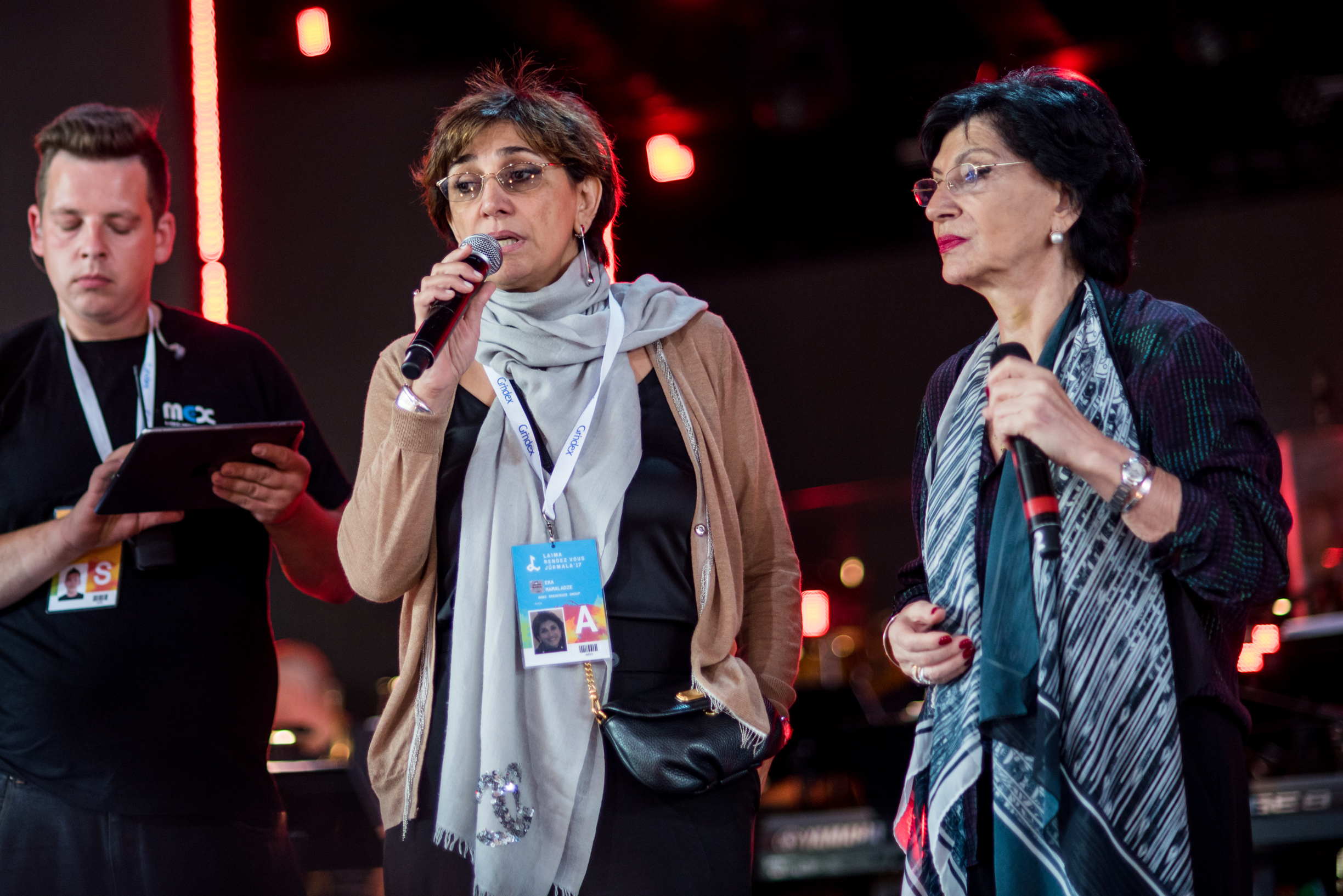
Эка Мамаладзе и Нани Брегвадзе на репетиции фестиваля «Лайма. Рандеву. Юрмала 2017»

Член Ассоциации «Женщины за мир», клуба женщин «Метехи», была членом общества «Советская женщина».
В 2000 году в Грузии заложили памятную звезду Нани Брегвадзе.
Занималась педагогической деятельностью: с 2002 года несколько лет заведовала кафедрой эстрадно-джазового пения института музыки в Московском университете культуры и искусств (МГУКИ) (профессор).
В 2005 году Нани Брегвадзе была героем программы «Кумиры» с ведущей журналистом Валентиной Пимановой на Первом канале.
В 2005 году на фестивале «Песня года» Нани Брегвадзе вместе с Валерием Меладзе, Вахтангом Кикабидзе и Тамарой Гвердцители исполнила песню «Тбилисо» («Песня о Тбилиси»).
Приняла участие в фестивале «Золотой шлягер 2006» в Могилёве.
Во время войны в Грузии 2008 г. отменила юбилейные концерты в России.
В 2008 году была героем программы «Линия жизни» на телеканале «Россия К».
В 2014 году о Нани Брегвадзе вышел документальный фильм «Нани Брегвадзе — возродившая романс».
28 марта 2015 года программа «Романтика романса» на телеканале «Россия К» была посвящена певице. Прозвучали русские и грузинские романсы и песни в исполнении Н. Брегвадзе и её дочери Э. Мамаладзе. 3 июня 2015 года была гостем программы «Наедине со всеми» с Ю. Меньшовой на Первом канале, а 21 ноября 2016 года давала интервью Владимиру Познеру в его авторской передаче «Познер».
23 сентября 2017 года в Большом Зале московской консерватории имени П. И. Чайковского состоялся концерт Нани Брегвадзе, посвящённый 60-летию творческой деятельности.
Долгое время бессменным аккомпаниатором певицы была пианистка, народная артистка Грузинской ССР Медея Гонглиашвили. Сейчас выступает с пианистом Александром Сариевым.
2 января 2018 года была гостем программы «Мой герой» с Татьяной Устиновой на телеканале ТВ Центр.
25 июня 2018 года была гостем программы «Судьба человека» с Борисом Корчевниковым на телеканале РОССИЯ-1.
14 апреля 2020 года Нани Брегвадзе была гостем программы «Рождённые в СССР» с Владимиром Глазуновым на телеканале «Ностальгия».
В 2021 году певица отметила большим сольным концертом в Цинандали 85-й день рождения, после чего отправилась в юбилейный гастрольный тур.
30 декабря 2021 года Нани Брегвадзе была гостем праздничного выпуска программы «Привет, Андрей» с Андреем Малаховым «Песня года. 50 лет вместе» на телеканале Россия-1, где исполнила песню «Снегопад».

### Семья
- Отец — Георгий Ефремович Брегвадзе (1909 — ?), актёр.
- Мать — Ольга Александровна Микеладзе (1913 — ?), происходила из знатного княжеского рода Микеладзе[источник не указан 3168 дней].
- Супруг — Мераб Григорьевич Мамаладзе (род. 1937).
  - Дочь — Эка (Екатерина) Мамаладзе[груз.] (род. 1960), популярная в Грузии певица.

## Награды и звания
- Заслуженная артистка Грузинской ССР (1968)
- Народная артистка Грузинской ССР (1974)
- Народная артистка СССР (1983)
- Государственная премия Грузии им. Шота Руставели (1998)
- Президентский орден «Сияние» (Грузия, 2010)
- Орден Чести (26 июля 1996 года) — за выдающийся вклад в развитие и популяризацию грузинского эстрадного вокального искусства и за многолетнюю профессиональную деятельность в этой области[6][7]
- Орден Дружбы (21 июля 2008 года, Россия) — за большой вклад в развитие русской культуры и искусства, укрепление российско-грузинских культурных связей[8].
- Золотая медаль «За меценатство» (2003)
- Золотой орден «Служение искусству»
- Титул «Певица века Грузии»
- Почётный зарубежный член Российской академии художеств[9]
- Почётный гражданин Тбилиси (1995)[10].
- Почётный гражданин Бенальмадена (Испания, 1996).

## Песни из репертуара
- «А напоследок я скажу» (стихи Б. Ахмадулиной, музыка А. Петрова)
- «А сердце всё ж любовью полно» (стихи В. Дюнина, музыка Г. Пономаренко)
- «А ты полюбишь» (стихи Р. Рождественского, музыка А. Колца)
- «Ах, эта красная рябина» (стихи А. Софронова, музыка С. Заславского)
- «Беловежская пуща» (стихи Н. Дорбронравова, музыка А. Пахмутовой)
- «В час заката» (стихи В. Лифшица, музыка М. Блантера)
- «Вальс для вас» (стихи Б. Дубровина, музыка М. Кажлаева)
- «Вернись» (стихи В. Ленского, музыка Б. Прозоровского)
- «Волшебные слова» (?)
- «Воспоминания» (стихи А. Эшпая-сына, музыка А. Эшпая)
- «Гадание по белым лепесткам» (?)
- «Газовая косынка» (стихи М. Козырева, музыка Б. Прозоровского)
- «Где же был ты, мой любимый» (стихи И. Чавчавадзе, музыка Г. Чубинишвили)
- «Где же ты, мой милый» (стихи Н. Арешидзе, музыка Г. Цабадзе, русский текст Б. Брянского)
- «Гимн любви» (?)
- «Голос сердца» (стихи И. Чавчавадзе, музыка Г. Чубинишвили)
- «Горные вершины» (стихи М. Лермонтова, музыка А. Варламова)
- «Горчит калина» (стихи Н. Кондаковой, музыка В. Зубкова)
- «Грузинское небо» (стихи П. Грузинского, музыка Г. Цабадзе)
- «Дай, милый друг, на счастье руку мне» (стихи и музыка К. Лучича)
- «Дай мне помечтать» (стихи М. Панцери, музыка Д. Ниса)
- «Два кольца» (стихи А. Бектабекова, музыка Б. Прозоровского)
- «День и ночь» (стихи И. Резника, музыка О. Тевдорадзе)
- «Диалог» (стихи Л. Куклина, музыка Г. Сорочан)
- «Дитя и роза» (музыка и стихи М. Кузмина)
- «Для чего» (?)
- «Дорогой длинною» (стихи К. Подревского, музыка Б. Фомина)
- «Если бы ты любил меня» (стихи М. Поцхишвили, музыка В. Азарашвили)
- «Желаю вам» (стихи Р. Рождественского, музыка Ю. Гуляева)
- «Жёлтый лист» (стихи А. Софронова, музыка С. Заславского)
- «Живёт моя отрада» (стихи С. Рыскина, музыка М. Шишкина)
- «Запоздалое признание» (?)
- «Засыпает солнце» (стихи П. Багратиона-Грузинского, музыка Н. Вацадзе)
- «Затушила свечу» (?)
- «Звезда счастья» (стихи Д. Гвишиани, музыка Н. Габуния)
- «Звон гитары» (стихи и музыка Н. Жемчужного)
- «Зелёные годы» (стихи С. Ковалёва)
- «Золотая лоза» (?)
- «И льётся песня» (стихи М. Лахтина, музыка В. Кручинина)
- «И не сказали ни единого слова» (стихи М. Поцхишвили, музыка В. Азарашвили)
- «Ивушка» (стихи В. Алферова, музыка Г. Пономаренко)
- «Искусство» (стихи М. Поцхишвили, музыка Г. Цабадзе)
- «Как в последний раз» (стихи В. Лугового, музыка Г. Гладкова)
- «Калитка» (стихи А. Будищева, музыка А. Обухова)
- «Капризная, упрямая» (старинный романс)
- «Караван» (стихи Б. Тимофеева, музыка Б. Прозоровского)
- «Когда цветёт миндаль» (стихи П. Грузинского, музыка Б. Квернадзе)
- «Кони-звери» (стихи И. Сельвинского, музыка М. Блантера)
- «Кончилась наша любовь» (стихи А. Борли, музыка М. Жур)
- «Левкои» (стихи А. Башкина, музыка Б. Прозоровского)
- «Любовь» (итальянская песня)
- «Любовь, как лодочка» (стихи А. Софронова, музыка С. Заславского)
- «Любовь не забывается» (?)
- «Маленькая баллада» (стихи М. Поцхишвили, музыка Г. Цабадзе, русский текст А. Дмоховского)
- «Месяц в синем небе» (стихи В. Масса, музыка М. Блантера)
- «Мне снился сон» (стихи Б. Гусева, музыка А. Бабаджаняна)
- «Молодость моя» (стихи Б. Пургалина, музыка Н. Габуния)
- «Мольба» (?)
- «Моя душа» (?)
- «Мухамбази» (стихи Д. Гвишиани, музыка Г. Цабадзе)
- «Мы оба лжём» (стихи Б. Тимофеева, музыка Б. Прозоровского)
- «Наедине» (стихи В.Харитонова, музыка А.Днепрова)
- «Не оставляйте женщину одну» (стихи С. Каратова, музыка В. Орловецкого)
- «Не уезжай, ты мой голубчик» (старинный романс)
- «Ничего никому не рассказывай» (?)
- «Но я вас все-таки люблю» (старинный романс, слова Н. Ленского)
- «Ночь светла» (стихи М. Языкова, музыка М. Шишкина)
- «О чем вы шепчетесь, деревья?» (стихи В. Лугового, музыка Г. Гладкова)
- «Ожидание» (стихи М. Поцхишвили, музыка Н. Вацадзе)
- «Ой, цветёт калина» (стихи М. Исаковского, музыка И. Дунаевского)
- «Он всегда рядом» (стихи П. Багратиона-Грузинского, музыка Г. Канчели)
- «Осенние цветы» (?)
- «Осенняя роса» (стихи Ю. Гарина, музыка И. Йошки)
- «Осень прислала мне письма» (стихи И. И. Шкляревского, музыка Я. Френкеля)
- «Осенние цветы» (старинный романс)
- «Отрада» (стихи С.Рыскина, музыка М.Шишкина)
- «Отцвели хризантемы» (стихи В. Шумского, музыка Н. Харито)
- «Очаровательные глазки» (старинный романс)
- «Паутина» (стихи К. Керкоряна, музыка К. Певзнера)
- «Песня — моя радость» (стихи П. Грузинского, музыка В. Азарашвили)
- «Песня о виноградной лозе» (стихи И. Нонешвили, музыка Р. Лагидзе)
- «Песня о лете» (стихи М. Лисянского, музыка А. Изотова)
- «Песня о луне» (стихи М. Поцхишвили, музыка Г. Цабадзе)
- «Песня о Тбилиси» («Тбилисо») (стихи П. Грузинского и М. Танича, музыка Р. Лагидзе)
- «Под лаской плюшевого пледа» (стихи М. Цветаевой, музыка А. Петрова)
- «Пой, звени, моя гитара!» («Медовый- аметистовый») (музыка В. Кручинина, слова К. Подревского)
- «Пой, моя гитара» (стихи А. Башкина, музыка А. Кручинина)
- «Пой, Эвенская гитара» (?)
- «Потерянная любовь» (стихи М. Поцхишвили, музыка В. Азарашвили)
- «Признание» (стихи Н. Шемятенковой, музыка В. Михайлова)
- «Примо — секондо» (слова народные, музыка Г. Музакиса)
- «Пришёл мой месяц» (?)
- «Прощальный романс» (стихи и музыка Е. Бачурина)
- «Разговор с тобой» (стихи А. Эшпая-сына, музыка А. Эшпая)
- «Романс о романсе» (стихи Б. Ахмадулиной, музыка А. Петрова)
- «Салхино» (стихи М. Поцхишвили, музыка В. Дургвишвили)
- «Свеча горела» (слова Б. Пастернака, музыка И. Печерского)
- «Семь летящих коней» (стихи Г. Поженяна, музыка В. Сапрыкина)
- «Синеглазая колдунья» (стихи Л. Чучубрия, П. Грузинского, музыка Ш. Милорава, русский текст Б. Брянского)
- «Случайно встретилась с тобой» (стихи В. Дюнина, музыка Г. Пономаренко)
- «Снежинка» (стихи О. Осенина, музыка Б. Прозоровского)
- «Снегопад» (стихи А. Рустайкис, музыка А. Экимяна)
- «Снегурочка» (?)
- «Снился мне сад» (музыка Б. Борисова, стихи Е. Дитерихс)
- «Снова дождь» (стихи М. Поцхишвили, музыка В. Азарашвили)
- «Снова пою» (музыка Д. Ботари, обработка В. Семёнова, стихи неизвестного автора)
- «Совсем чужие» (стихи Б. Тимофеева и С. Фруг, музыка Б. Прозоровского)
- «Солнечные капли» (стихи А. Дмоховского, музыка Т. Мегвинетухуцесси)
- «Солнце взойдет» (стихи П. Грузинского, музыка Б. Квернадзе)
- «Солнце — мой друг» (слова М. Поцхишвили, музыка В. Азарашвили)
- «Сон мой» (?)
- «Сорванца зовут Мария» (стихи Е. Черных, музыка Т. Маркова)
- «Страна воспоминаний» (стихи А. Дмоховского, музыка В. Азарашвили)
- «Стыдливая чайная роза» (стихи П. Германа, музыка Д. Покрасса)
- «Сумерки» (стихи М. Поцхишвили, музыка Н. Вацадзе)
- «Сухая верба» (стихи Г. Левина, музыка Г. Сорочан)
- «Счастливый остров» (?)
- «Тандэм» (стихи Мессена, музыка Л. Рида)
- «Твои глаза» (?)
- «Тебе, любимая» (стихи В. Пшавелы, музыка Г. Чубанишвили)
- «Тёмная ночь» (стихи В. Агатова, музыка Н. Богословского)
- «Только раз бывают в жизни встречи» (стихи П. Германа, музыка Б. Фомина)
- «Ты моя надежда» (стихи Г. Табидзе, музыка В. Азарашвили)
- «Ты успокой меня» (?)
- «У окна» (стихи В. Сергеевой, музыка И. Шварца)
- «Уйди, совсем уйди» (стихи В. Верещагина, музыка Ф. Дризо)
- «Хевсурская баллада» (стихи М. Поцхишвили, музыка В. Азарашвили)
- «Хочу любить» (?)
- «Что взгрустнулось тебе» (стихи И. Сельвинского, музыка М. Блантера)
- «Это моя песня» (Ч.Чаплин)
- «Этот цветок не ярок» (стихи В. Масса, музыка М. Блантера)
- «Эхо любви» (стихи Р. Рождественского, музыка Е. Птичкина)
- «Я помню вальса звук прелестный» (музыка и стихи Н. Листова)
- «Яблоня» (стихи Н. Беседина, музыка В. Орловецкого)
- «Ямщики» (стихи Б. Вахнюка, музыка Г. Мовсесяна)
- «Я вас любил» (стихи А. Пушкина, музыка Б. Шереметьева)
- «Я вернусь домой» (?) с Сосо Павлиашвили
- «Я так любила вас» (музыка Б. Прозоровского)

## Фильмография
- 1966 — Встреча в горах (исполнение песни)
- 1969 — Москва в нотах (исполнение песни)
- 1970 — Орэра, полный вперёд!
- 1971 — Ожерелье для моей любимой — Айша
- 1971 — Тепло твоих рук (вокал)
- 1973 — Мелодии Верийского квартала (вокал Вардо)
- 1974 — Ночной визит (вокал)
- 1977 — «Берега» (вокал)[10]
- 1981 — Спасибо за нелётную погоду (исполнение песен)
- 1981 — Распахните окна (вокал)
- 1982 — Примите вызов, синьоры! (вокал)
- 1983 — Старинные русские романсы
- 1984 — Вместе с Дунаевским (исполнение песен)
- 1985 — Голубые города (фильм-концерт на музыку Андрея Петрова) (исполнение песен)
- 1987 — Время нашего детства
- 1991 — Я крёстный Пеле! — Мака
- 2006 — Улицы разбитых фонарей 8 (1-я серия «Алиби») — Вероника Георгиевна Жемчужникова
- 2006 — Три вальса (документальный)
- 2008 — Софико (документальный)
- 2012 — Любовь с акцентом (новелла «Сочи-Батуми») — юбилярша
- Наводнение
- Свет в окне
- Тексель
- Булочница